# Distretto di Chrzanów
Il distretto di Chrzanów (in polacco powiat chrzanowski) è un distretto polacco appartenente al voivodato della Piccola Polonia.

## Geografia antropica

### Suddivisioni amministrative
Il distretto comprende 5 comuni.
- Comuni urbano-rurali: Alwernia, Chrzanów, Libiąż, Trzebinia
- Comuni rurali: Babice